# Compagnie des phosphates et des chemins de fer de Gafsa
Die Gesellschaft Compagnie des phosphates et des chemins de fer de Gafsa, abgekürzt CFG, deutsch in etwa Phosphat- und Eisenbahn-Gesellschaft von Gafsa, war ein 1897 gegründetes französisches Unternehmen für den Bau und Betrieb von Phosphat-Bergwerken in der Region Métlaoui im Süden von Tunesien sowie deren Erschließung mit einer 250 km langen Eisenbahnstrecke an den Hafen von Sfax.

## Geschichte

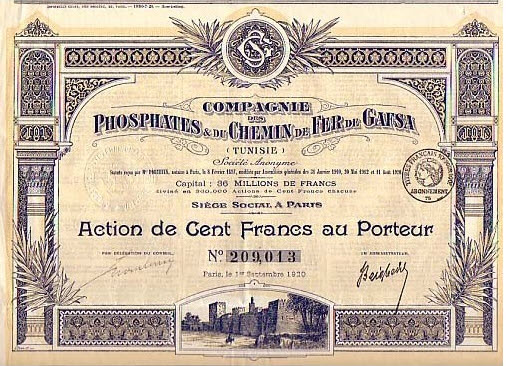
Aktie der CFG aus dem Jahre 1920

Zwischen 1885 und 1886 wurden vom französischen Geologen Philippe Thomas  reiche Phosphatvorkommen im Südwesten des französischen Protektorats Tunesien entdeckt. Für deren Abbau interessierte sich eine Investorengesellschaft, die von Maurice de Robert vertreten wurde. Sie unterzeichnete am 15. August 1896 einen Vertrag mit Georges Pavillier, Direktor für öffentliche Arbeiten in Tunesien. Das Abkommen gab der Gesellschaft für 60 Jahre das exklusive Recht für den Abbau von Phosphat auf staatlichem Gebiet. Dafür hatte die Gesellschaft eine Eisenbahn von Sfax nach Gafsa und weiter bis zum Wadi Selja oder jedem anderen Punkt im Phosphatabbaugebiet zwischen Gafsa und dem Wadi Selja zu bauen. Der Gesellschaft wurden außerdem 30.000 Hektar staatliches Kulturland im Verwaltungsgebiet von Sfax kostenfrei zugesprochen.
Am 22. Mai 1897 wurde mit einem tunesischen Verwaltungsbeschluss die Gründung der CFG bewilligt, welche die Rechte von Maurice de Robert übernahm. Geldgeber waren die beiden Schweizer Privatbanken Mirabaud und Hottinger, die in Algerien tätige Eisenerz-Bergbaugesellschaft Société Mokta El Hadid und der französische Industrielle Robert de Nervo, der selber als Vizepräsident im Verwaltungsrat saß. Im Hintergrund wurde das Unternehmen von Paulin Talabot unterstützt, der bis 1883 Verwaltungsratspräsident der Mokta El Hadid war und dessen Nichte mit Robert de Nervo verheiratet war.
Die CFG eröffnete 1899 die Bahnstrecke nach Métlaoui, wo die erste Phosphatgrube eingerichtet wurde, weitere folgten 1903 in Redeyef und 1904 in Moularès.
Der Bahnbetrieb wurde nach Ablauf der Konzession von 1897 im Jahr 1967 an die Société nationale des chemins de fer tunisiens (SNCFT) abgegeben, die Bergbaugesellschaft wurde 1976 verstaatlicht und in die Compagnie des phosphates de Gafsa integriert.

## Bergbau
Das der Gesellschaft zugesprochene Abbaugebiet umfasste einen Bereich von 50 km Länge und 10 km Breite. Es lag südwestlich von Gafsa und erstreckte sich bis an die Grenze zu Algerien. Es umfasste die Gebirgszüge Zitoun, Zimra, Alima, Seldja, Metlaoui und Stah sowie die nördlich in der Umgebung von Tamerza liegenden Gebirge. Weiter erhielt die Gesellschaft das Vorzugsrecht, zu gleichen Konditionen Phosphatvorkommen abzubauen, die bereits bekannt waren oder noch entdeckt werden sollten, solange sie sich auf tunesischem Gebiet südlich der Breite von Sfax und nördlich der Breite von El Hamma befanden.
Die Phosphatgruben befanden sich in Métlaoui, Redeyef und Moularès. Das Mineral Apatit wurde in den Gruben im Untertagebau gewonnen, mit der Bahn nach Sfax transportiert und dort zu Superphosphat verarbeitet. Im Jahre 1955 wurde mehr als die Hälfte des in Algerien und Tunesien gewonnenen Phosphates von der CFG hergestellt, was ungefähr einem Viertel der nordafrikanischen Produktion entsprach. Der Erlös aus der Phophatgewinnung finanzierte jahrelang den Staatshaushalt von Tunesien.
Im Jahr 1906 wurden 600.000 Tonnen verschifft, im Jahr 1907 bereits 754.565 Tonnen, davon 296.262 Tonnen nach Frankreich, 185.156 Tonnen nach Italien, 136.041 Tonnen nach Großbritannien. In den 1920er Jahren erreichte die Förderung über 3 Millionen Tonnen pro Jahr, ging dann nach einem Einbruch während des Zweiten Weltkriegs auf knapp 2 Millionen Tonnen zurück. Neben einheimischen Grubenarbeitern stammten viele aus den Ländern Algerien, Libyen und Marokko, die in Gourbis, einer typischen Lehmhüttenbauart der Region, wohnten. Im Jahre 1955 arbeiteten 5265 Mitarbeiter im Bergbau, der europäische Anteil betrug nur 8 %.

## Eisenbahn

### Strecken
| Längenprofil der Stammlinie der Gafsabahn in Tunesien |                     |                          |                 |
| Streckennetz der CFG |                     |                          |                 |
| Streckenlänge: | 476,3 km            |                          |                 |
| Spurweite: | 1000 mm (Meterspur) |                          |                 |
| Maximale Neigung: | 15 ‰                |                          |                 |
| |                     |                          |                 |
| \| \| \| CBG nach Sousse–Tunis \| \| \| \| 0 \| Sfax \| 2 m \| \| \| 62 \| Graïba \| 42 m \| \| \| \| Gabès \| 7 m \| \| \| \| Zebbeus \| 248 m \| \| \| 123 \| Meknessi \| 258 m \| \| \| 204 \| Gafsa \| 273 m \| \| \| \| El Aguila \| 256 m \| \| \| \| Mdhila-Mine \| 241 m \| \| \| \| \| \| \| \| \| Mdhila-Gare \| 253 m \| \| \| 243 \| Métlaoui \| 202 m \| \| \| \| Tozeur \| 48 m \| \| \| \| Selja-Schlucht \| \| \| \| 270 \| Tabeddit \| 404 m \| \| \| \| \| \| \| \| 285 \| Redeyef \| 555 m \| \| \| \| Moularès \| \| \| \| \| Henchir-Souatir \| \| \| \| \| CBG nach Kasserine–Tunis \| \| |                     |                          |                 |
| |                     | CBG nach Sousse–Tunis    |                 |
| Bahnhof | 0                   | Sfax                     | 2 m             |
| Haltepunkt / Haltestelle | 62                  | Graïba                   | 42 m            |
| Abzweig geradeaus und nach links · Kopfbahnhof Streckenende und quer |                     | Gabès                    | 7 m             |
| Haltepunkt / Haltestelle Streckenanfang und quer · Abzweig geradeaus und von rechts |                     | Zebbeus                  | 248 m           |
| Haltepunkt / Haltestelle | 123                 | Meknessi                 | 258 m           |
| Bahnhof | 204                 | Gafsa                    | 273 m           |
| Haltepunkt / Haltestelle |                     | El Aguila                | 256 m           |
| Strecke · Haltepunkt / Haltestelle Streckenanfang |                     | Mdhila-Mine              | 241 m           |
| Abzweig geradeaus und nach links · Abzweig geradeaus und von rechts |                     |                          |                 |
| Strecke · Haltepunkt / Haltestelle Streckenende |                     | Mdhila-Gare              | 253 m           |
| Haltepunkt / Haltestelle | 243                 | Métlaoui                 | 202 m           |
| Abzweig geradeaus und nach links · Kopfbahnhof Streckenende und quer |                     | Tozeur                   | 48 m            |
| |                     | Selja-Schlucht           |                 |
| Haltepunkt / Haltestelle | 270                 | Tabeddit                 | 404 m           |
| Strecke von links · Abzweig geradeaus und nach rechts |                     |                          |                 |
| Strecke · Haltepunkt / Haltestelle Streckenende | 285                 | Redeyef                  | 555 m           |
| Haltepunkt / Haltestelle |                     | Moularès                 | Moularès        |
| Haltepunkt / Haltestelle |                     | Henchir-Souatir          | Henchir-Souatir |
| |                     | CBG nach Kasserine–Tunis |                 |

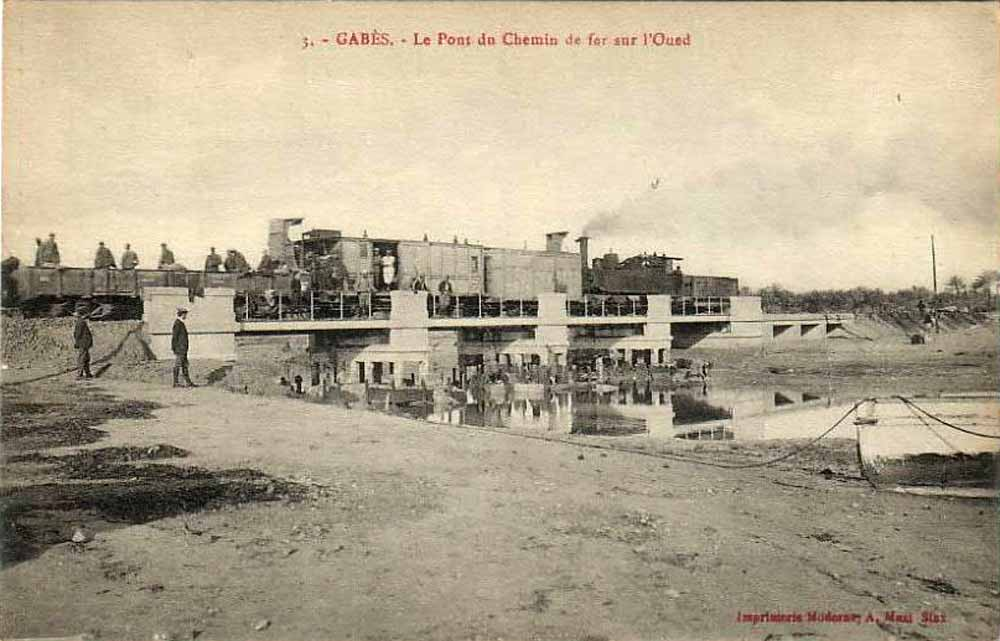
Brücke in Gabès

Die CFG baute ein Netz von Meterspurstrecken auf. Die Hauptstrecke war die 242,2 km lange Strecke Sfax–Graïba–Meknessi–Gafsa–Métlaoui, die am 20. November 1899 eröffnet wurde. Sie weist Neigungen bis 15 ‰ auf. Es folgten die Zweigstrecken nach Zebbeus und die Verlängerung durch die Selja-Schlucht nach Redeyef. Im Jahr 1913 wurde mit einer durch die Regierung finanzierten Strecke Tozeur erreicht, während des Ersten Weltkriegs wurde die ebenfalls von der Regierung bezahlte Strecke nach Gabès eröffnet und 1921 kam als vorläufig letzte Strecke die Zweigbahn nach Mdhilla hinzu, die 1970 von der Société nationale des chemins de fer tunisiens (SNCFT) um 13 km nach Sehib verlängert wurde.
Im Jahr 1917 verkehrten pro Tag 16 Züge auf der Hauptstrecke, davon waren zwei gemischte Züge. Das Phosphat wurde in vierachsigen stählernen Selbstentladewagen befördert.
Im Jahre 1955 hatte der Eisenbahnbetrieb 1764 Angestellte.
Das Streckennetz der CFG wurde durch die meterspurige Strecke der Compagnie des chemins de fer Bône-Guelma (CBG) mit Tunis verbunden: einerseits in Henchir-Souatir mit der 1909 eröffneten Strecke über Kasserine–Sousse, andererseits in Sfax mit der 1911 eröffneten direkter nach Sousse führenden Strecke entlang der Küste.
Die direkte Verbindung von Gafsa nach Gabès wurde erst 1983 durch die SNCFT eröffnet.

#### Tabellarische Aufstellung
| Strecke                             | Länge    | Eröffnung         |
| ----------------------------------- | -------- | ----------------- |
| Sfax–Graïba–Meknessi–Gafsa–Métlaoui | 242,2 km | 20. November 1899 |
| Meknessi–Zebbeus                    | 10,8 km  | 1899              |
| Métlaoui–Tabeddit–Redeyef           | 44,1 km  | 1907              |
| Métlaoui–Tozeur                     | 54,2 km  | 1. März 1913      |
| Moularès–Henchir-Souatir            | 11,9 km  | 1907              |
| Tabeditt–Moularès                   | 8,8 km   | 1909              |
| Graïba–Gabès                        | 83,1 km  | 2. Juli 1916      |
| El Aguila–Mdhila                    | 13,7 km  | 1921              |
| Mdhilla-Gare–Mdhilla-Mines          | 7,5 km   | 1921              |

### Rollmaterial
Alle Fahrzeuge waren mit Seitenpuffern und Westinghouse-Druckluftbremse ausgerüstet.

#### Dampflokomotiven

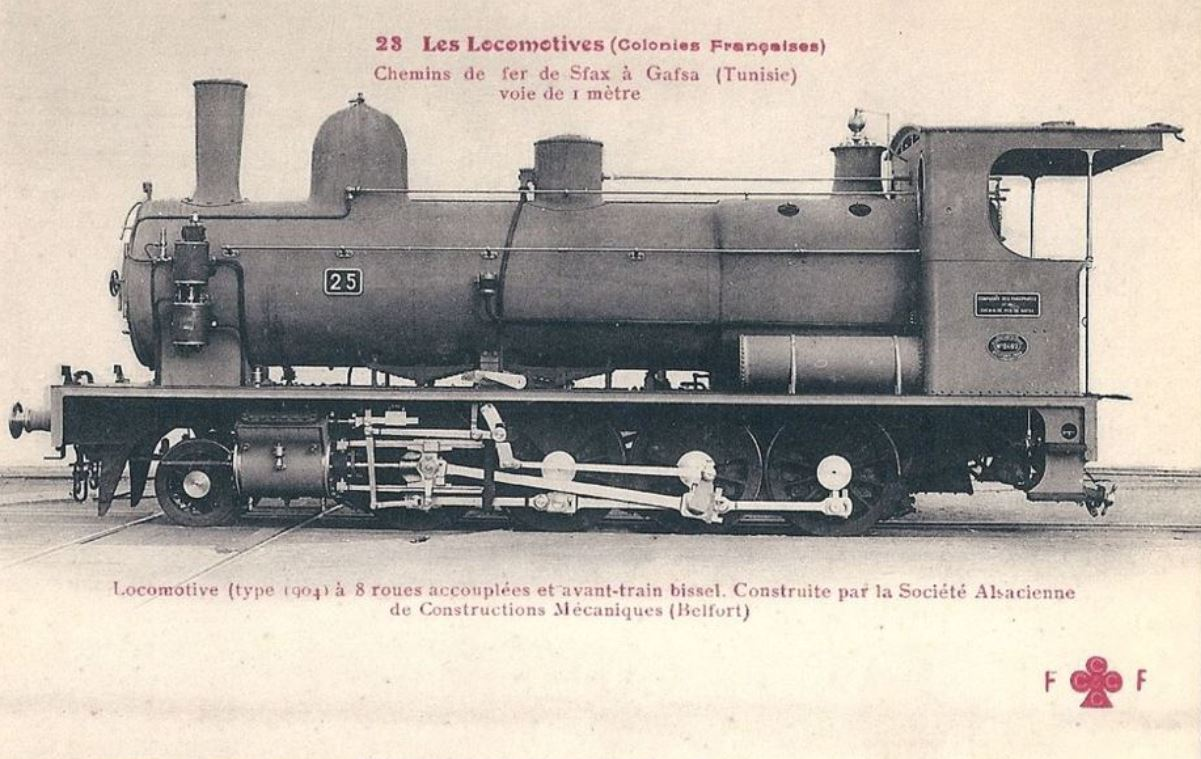
Lokomotive Nr. 25, gebaut von SACM in Belfort

Lokomotive Nr. 82, gebaut von SLM in Winterthur

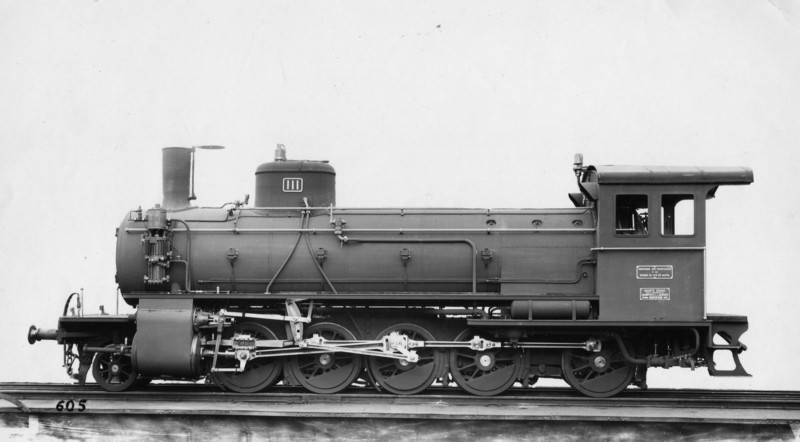
Lokomotive Nr. 111, gebaut von SLM in Winterthur

Die Dampflokomotiven der CFG stammten hauptsächlich von Corpet-Louvet in Paris (17 Stück) und von der Schweizerischen Lokomotiv- und Maschinenfabrik in Winterthur (44 Stück).
Der Auftrag gelangte in die Schweiz, weil dort bereits die Erfahrung für den Bau leistungsfähiger Schmalspurlokomotiven vorlag. Die zugrunde liegende Konstruktion war die 1'D-Lokomotive der NSB-Baureihe 19a, die für die Beförderung von schweren Erzzügen auf der Ofotbane eingesetzt wurde. Die Auslegung wurde erstmals bei der Aethiopischen Bahn bei einer Schmalspurlokomotive eingesetzt, die bei der Bahn mit den Nummern 21–33 eingestellt waren. Im Vergleich zu den damals bei Schmalspurbahnen für große Zugkräfte üblichen Mallet-Tenderlokomotiven war die Bauart viel einfacher, aber trotzdem leistungsfähiger, weil der Schlepptender einen größeren Kessel ermöglichte. Die Kurvengängigkeit wurde durch seitenverschiebbare Gölsdorf-Achsen erreicht. Die Bauart bewährte sich auch bei den G-4/5-Lokomotiven der Rhätischen Bahn und wurde für die Gafsa-Bahn lediglich mit einer weiteren Kuppelachse zur Achsfolge 1′E ergänzt.
| Nummerierung | Anzahl | Achsfolge | Hersteller    | Ablieferung | Fabriknummern |
| ------------ | ------ | --------- | ------------- | ----------- | ------------- |
| 1–3          | 3      | 1′C       | Corpet-Louvet | 1898        | 699–701       |
| 4–8          | 5      | 1′C       | Corpet-Louvet | 1899        | 724–728       |
| 9–12         | 4      | 1′C       | Corpet-Louvet | 1899        | 734–737       |
| 13–17        | 5      | 1′C       | Corpet-Louvet | 1900        | 822–826       |
| 18–26        | 9      | 1′D       | SACM          | 1905        |               |
| 81–90        | 10     | 1′E       | SLM           | 1908        |               |
| 91–96        | 6      | 1′E       | SLM           | 1909        |               |
| 97–100       | 4      | 1′E       | SLM           | 1913        |               |
| 101–106      | 6      | 1′E       | SLM           | 1914        |               |
| 107–110      | 4      | 1′E       | SLM           | 1909        |               |
| 111–116      | 6      | 1′E       | SLM           | 1925        |               |
| 117–         |        | 1′E       | Franco-Belge  |             |               |
| 151–154      | 4      | D         | SLM           | 1913        |               |
| 155–158      | 4      | D         | SLM           | 1925        |               |

#### Diesellokomotiven
| Nummerierung |    | Achsfolge | Hersteller      | Ablieferung    | Fabriknummern                 | Leistung | Kraftübertragung |
| ------------ | -- | --------- | --------------- | -------------- | ----------------------------- | -------- | ---------------- |
| 201–217      | 17 | Bo′Bo′    | Alsthom, Sulzer | 1950           |                               | 610 PS   | elektrisch       |
| 301–314      | 4  | Bo′Bo′    | Whitcomb        | 1949-50        | 61 067–61 080                 |          | elektrisch       |
| 351–354      | 4  | B         | Decauville      | 1955           |                               |          | hydraulisch      |
| 401–404      | 4  | Bo′Bo′    | GE              | 1962           | 34574–34577                   |          | elektrisch       |
| 405–408      | 4  | Bo′Bo′    | GE              | 1965           | 35687–690                     |          | elektrisch       |
| 501–506      | 6  | Co′Co′    | EMD             | 1964 1965 1966 | 28354–355 30326–327 31867–868 |          | elektrisch       |